# Assassinat de diplomates iraniens en Afghanistan en 1998

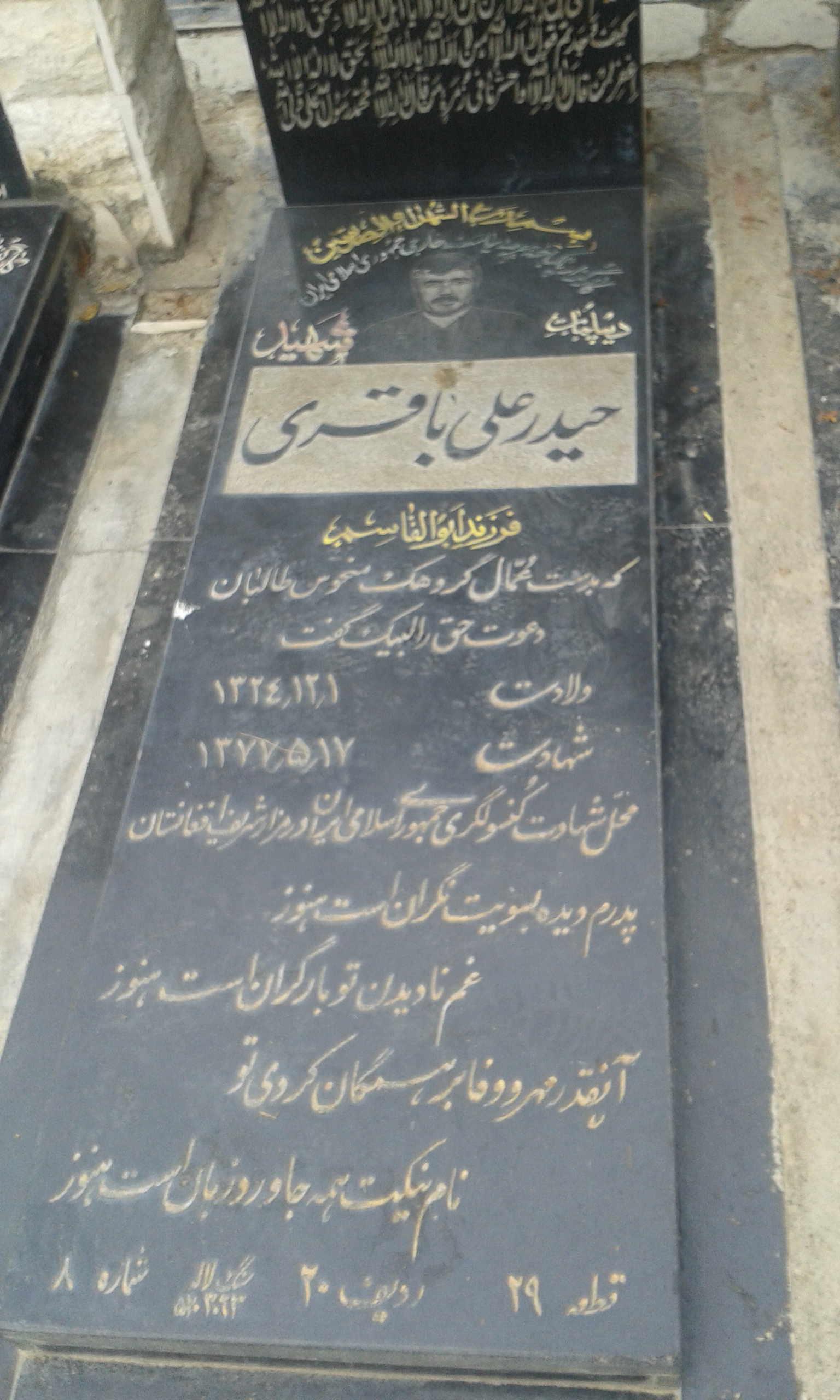
La tombe de Heydar Ali Bagheri, diplomate iranien tué dans l'attaque de Mazâr-e Charîf (1998).

L'assassinat de diplomates iraniens en Afghanistan en 1998 fait référence au siège du consulat iranien à Mazâr-e Charîf, en Afghanistan sous le contrôle des talibans, lors des batailles entre les talibans et l'Alliance du Nord à Mazâr-e Charîf. Initialement, la mort de 8 diplomates iraniens est signalée, mais plus tard, deux autres diplomates et un journaliste sont également déclarés morts, portant le nombre total de décès à 11. Les meurtres des diplomates auraient été perpétrés par Sipah-e Sahaba Pakistan,.

## Contexte
Avant cet incident, l'Iran soutient l'Alliance du Nord afghane et la ville de Mazâr-e Charîf est l'un des quartiers généraux de l'alliance. Il est rapporté qu'entre mai et juillet 1997, Abdul Malik Pahlawan (en) exécute des milliers de prisonniers talibans pour se venger de la mort d'Abdul Ali Mazârî en 1995. "Il est largement soupçonné d'avoir été responsable du massacre brutal de jusqu'à 3 000 prisonniers talibans après les avoir invités à Mazâr-e Charîf". Pour se venger, les forces talibanes capturent Mazâr-e Charîf et tuent des centaines de membres de l'Alliance du Nord, en particulier des membres des groupes ethniques hazara et ouzbek, accusés d'être ceux qui ont tué les prisonniers talibans[réf. nécessaire].

## Événements
Le 8 août 1998, les forces talibanes capturent Mazar-i-Sharif. Après cet incident, 11 diplomates iraniens et un correspondant de l'agence de presse d'État iranienne (IRNA) sont attaqués au consulat iranien et disparaissent ensuite. Des rapports non officiels de la ville indiquent que tous ces hommes ont été tués. Plus tard, il est confirmé que 8 des diplomates iraniens et le correspondant d'IRNA avaient été tués par la milice talibane qui a attaqué le consulat. Le porte-parole des talibans déclare que les iraniens ont été tués par des forces renégats qui ont agi sans ordre. Le nombre final de 11 morts est confirmé plus tard selon le Tehran Times.

## Conséquences
Cet incident provoque une fureur publique en Iran et de nombreux observateurs craignent que l'Iran ne soit impliqué dans une réponse militaire à l'attaque. À l'époque, plus de 70 000 soldats iraniens sont déployés le long de la frontière afghane,. La médiation des Nations unies désamorce la situation et tous les otages sont finalement libérés. Plus tard en février 1999, l'Iran et les talibans ont des pourparlers, mais les relations irano-talibanes ne 'améliorent pas. Par la suite, l'Iran décide de soutenir l'Alliance du Nord, ce qui aligne ouvertement le pays en tant que force anti-taliban.
Le 8 août est déclaré Journée nationale des journalistes en Iran, en mémoire de Mahmoud Saremi (en), le correspondant d'IRNA tué dans cet attentat.

## Film
Un film iranien Mazar Sharif du réalisateur Abdolhassan Barzideh raconte cette histoire en 2015.